# Episodi di Cercami a Parigi (seconda stagione)
La seconda stagione di Cercami a Parigi è stata trasmessa sul servizio streaming di Hulu il 16 agosto e dal 4 novembre al 6 dicembre 2019 su Disney Channel (Italia).
| n. | Titolo originale      | Titolo italiano          | Prima TV USA   | Prima TV Francia  | Prima TV Italia  |
| -- | --------------------- | ------------------------ | -------------- | ----------------- | ---------------- |
| 1  | Moments Later         | Qualche momento dopo     | 16 agosto 2019 | 7 settembre 2019  | 4 novembre 2019  |
| 2  | New Year, New Rules   | Nuovo anno, nuove regole | 16 agosto 2019 | 7 settembre 2019  | 5 novembre 2019  |
| 3  | Out of Place          | Fuori posto              | 16 agosto 2019 | 14 settembre 2019 | 6 novembre 2019  |
| 4  | Whatever It Takes     | A qualunque costo        | 16 agosto 2019 | 14 settembre 2019 | 7 novembre 2019  |
| 5  | Game On               | In gioco                 | 16 agosto 2019 | 21 settembre 2019 | 8 novembre 2019  |
| 6  | Unexpected Allies     | Alleate inaspettate      | 16 agosto 2019 | 21 settembre 2019 | 11 novembre 2019 |
| 7  | Close Call            | C'è mancato poco         | 16 agosto 2019 | 28 settembre 2019 | 12 novembre 2019 |
| 8  | Break a Leg           | In bocca al lupo!        | 16 agosto 2019 | 28 settembre 2019 | 13 novembre 2019 |
| 9  | Guess Who's Back      | Indovina chi è tornata   | 16 agosto 2019 | 5 ottobre 2019    | 14 novembre 2019 |
| 10 | New Kids On the BLOK  | Nuovi arrivi al Blok     | 16 agosto 2019 | 5 ottobre 2019    | 15 novembre 2019 |
| 11 | The Takeover          | La sfida                 | 16 agosto 2019 | 12 ottobre 2019   | 18 novembre 2019 |
| 12 | Ballet Off            | Indietro nel tempo       | 16 agosto 2019 | 12 ottobre 2019   | 19 novembre 2019 |
| 13 | Can't Beat the Elite  | Il debutto               | 16 agosto 2019 | 19 ottobre 2019   | 20 novembre 2019 |
| 14 | On the Run            | In fuga                  | 16 agosto 2019 | 19 ottobre 2019   | 21 novembre 2019 |
| 15 | Like Father, Like Son | Maschi contro femmine    | 16 agosto 2019 | 26 ottobre 2019   | 22 novembre 2019 |
| 16 | Spread the Love       | Spargiamo l'amore        | 16 agosto 2019 | 26 ottobre 2019   | 25 novembre 2019 |
| 17 | Who's the Boss?       | Chi è il capo?           | 16 agosto 2019 | 2 novembre 2019   | 26 novembre 2019 |
| 18 | The Brainy Bunch      | Esperimenti scientifici  | 16 agosto 2019 | 2 novembre 2019   | 27 novembre 2019 |
| 19 | Sabotage              | Sabotaggio               | 16 agosto 2019 | 9 novembre 2019   | 28 novembre 2019 |
| 20 | Mistery Princess      | Giù la maschera          | 16 agosto 2019 | 9 novembre 2019   | 29 novembre 2019 |
| 21 | Flash Forward         | Ritorno al futuro        | 16 agosto 2019 | 16 novembre 2019  | 2 dicembre 2019  |
| 22 | Mutiny at the Garnier | Ammutinamento al Garnier | 16 agosto 2019 | 16 novembre 2019  | 3 dicembre 2019  |
| 23 | Lost and Found        | Popstar                  | 16 agosto 2019 | 23 novembre 2019  | 4 dicembre 2019  |
| 24 | One Last Chance       | L'ultima possibilità     | 16 agosto 2019 | 23 novembre 2019  | 5 dicembre 2019  |
| 25 | He Knows              | L'ora della verità       | 16 agosto 2019 | 30 novembre 2019  | 6 dicembre 2019  |
| 26 | Going Home            | Gran finale              | 16 agosto 2019 | 30 novembre 2019  | 6 dicembre 2019  |